# Eva Olmerová
 Eva Olmerová (21. ledna 1934 Praha – 10. srpna 1993 Praha) byla česká popová a jazzová zpěvačka, osobitá šansoniérka, často bývá přirovnávána ke zpěvačce Bessie Smith.

## Životopis

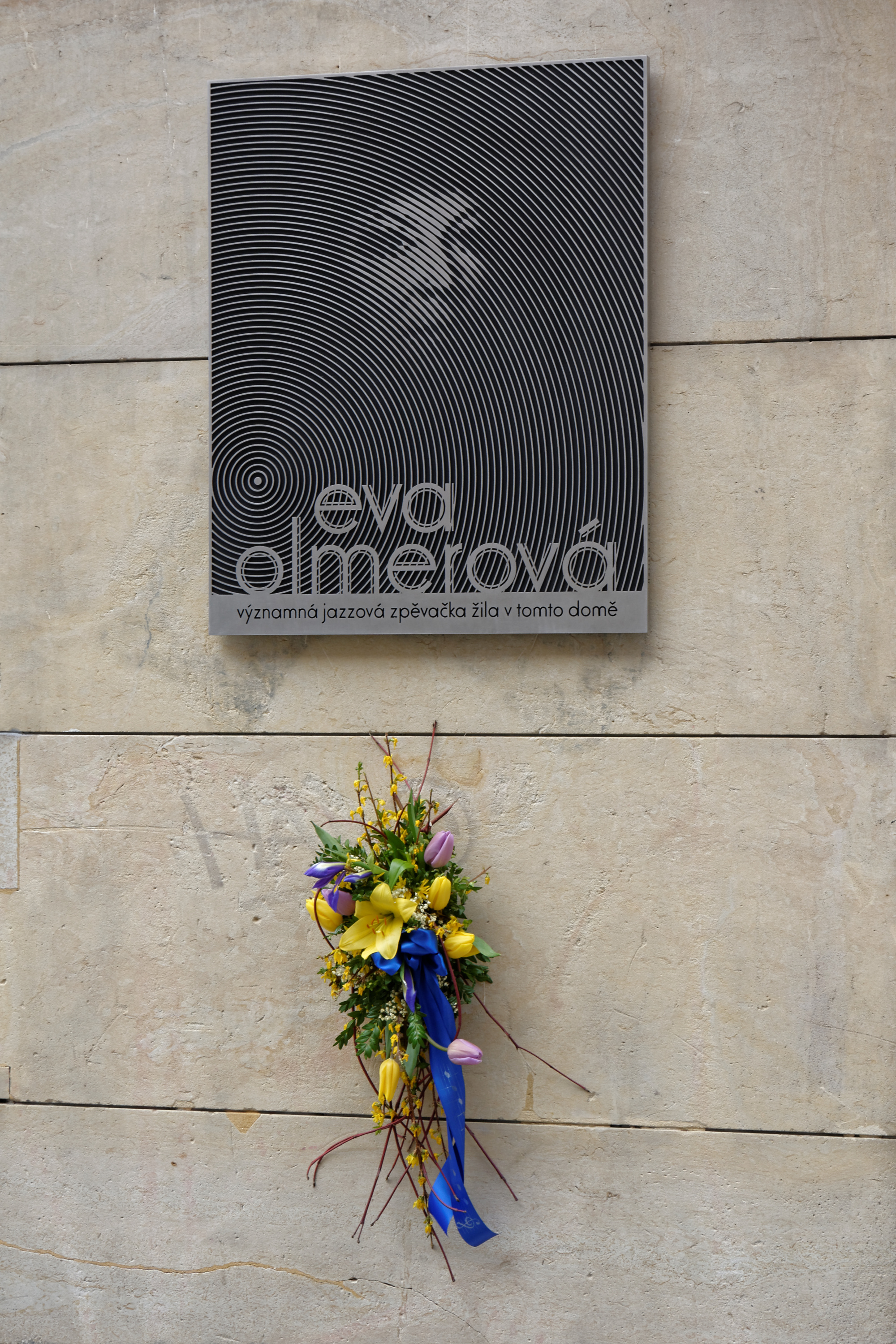
Pamětní deska Evy Olmerové na domě v Eliášově ulici 21 v Praze 6 – Bubenči, kde zpěvačka žila.

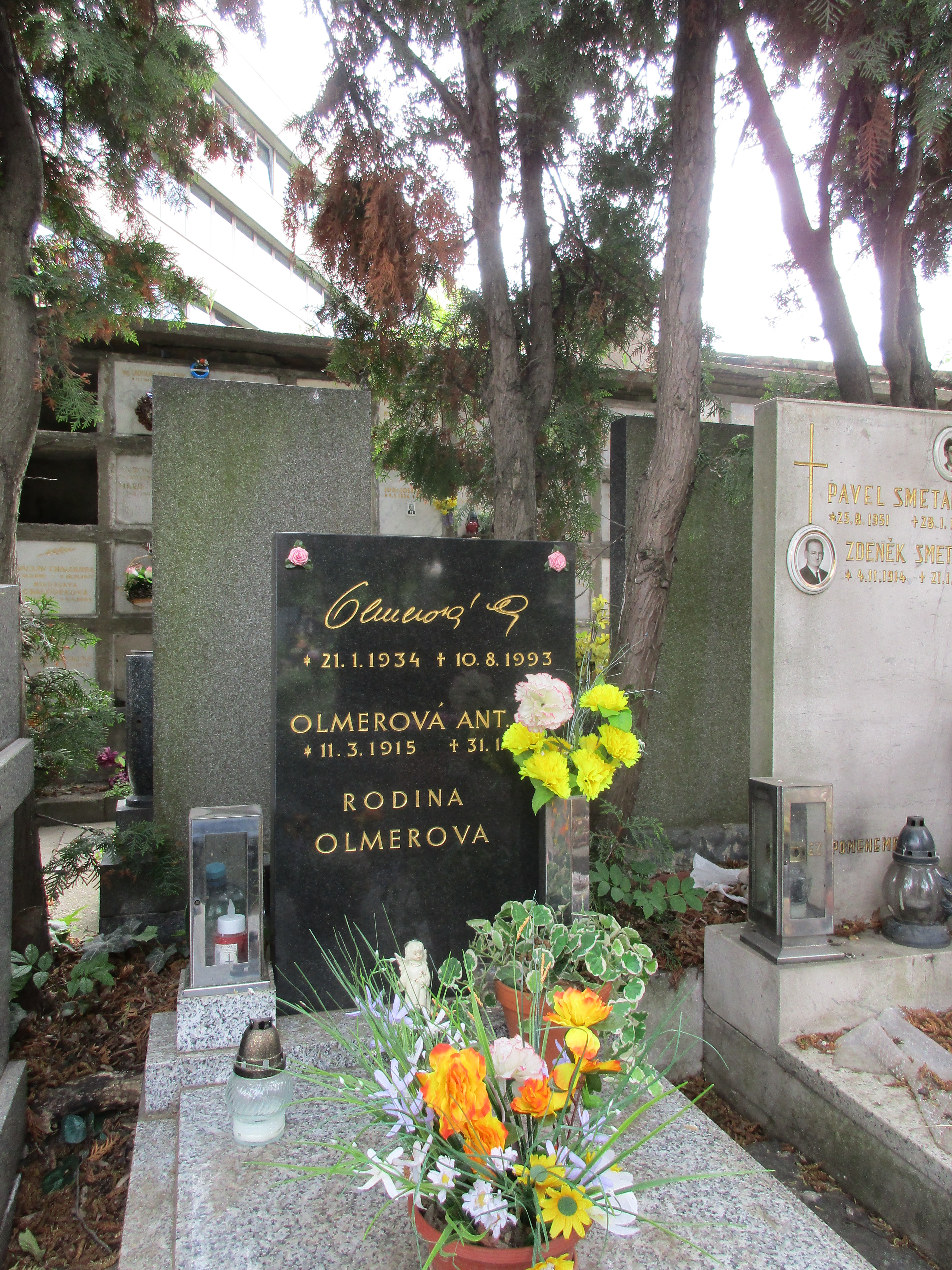
Hrob zpěvačky Evy Olmerové na hřbitově v Holešovicích

Narodila se v předválečných letech v pražské měšťanské rodině. V šesti letech začala chodit na hodiny klavíru. Když jí bylo čtrnáct let, její rodiče se rozvedli a ona, aniž by se jí někdo ptal, zůstala s otcem a jeho novou ženou. Z domova se pak stal, jak sama říkala, nedomov. Většinu času pak trávila se svými kamarády. Na chatě svého otce v Třebsíně u Štěchovic, kam jezdívala se svými přáteli, se setkala s trampingem a trampským hraním na kytaru. Její prospěch na reálce se rychle zhoršoval, nebylo tedy překvapením, že reálku vyměnila za krejčovský salon. Postupně ale začala obrážet pražské podniky, kde se hrál jazz, a zkoušela štěstí jako zpěvačka. Poprvé veřejně vystoupila v 16 letech na odpoledních čajích v kavárně Jednota s kapelou Arnošta Kavky. Její pověst „jazzového klenotu“ jí otevřela dveře v nejednom podniku. Naučila se pít, kouřit a postarat se sama o sebe.
Od svých sedmnácti měla Eva Olmerová problémy s policií, jednak kvůli svému dědečkovi, který byl spolupracovníkem Edvarda Beneše ve Velké Británii, a částečně i kvůli svému strýci, který sloužil u britského Královského letectva. Dvakrát byla dokonce zavřená; poprvé ve svých čtyřiadvaceti za facku, kterou uštědřila příslušníkovi SNB, podruhé za autonehodu (měla tehdy podmínku za předchozí autonehodu). Celkem strávila ve vězení více než dva roky.
V osmnácti letech se částečně i natruc otci poprvé vdala. Manželství, kdy každý bydlel dál u svých rodičů, ale nemohlo dlouho vydržet. V roce 1962 ji našel dramaturg Semaforu a skladatel Karel Mareš a nabídl jí místo v Semaforu, které se právě uvolnilo po Evě Pilarové, která odešla zpívat spolu s Waldemarem Matuškou do Divadla Rokoko. S jeho melodií na text Rostislava Černého Jsi jako dlouhý most vyhrála soutěž Hledáme písničku pro všední den. Její hlas byl tehdy, jak to napsal muzikolog Leo Jehne v nevydané knize svých vzpomínek, „krásný už v té vyrovnanosti jeho jádra i obalu, barvy, zvučnosti i mírně dekadentního přídechu ‚divokého vzduchu‘. Měla skvělé hloubky, od nichž se vinuly vyrovnané tóny až po výšky, o kterých by si člověk myslel, že je hlas takového témbru ani vůbec nemůže zdolat. Její hlas se vlnil jako u největších bohyň jazzového zpěvu, někdy až tremolově vzrušeně, jindy zase plynul poklidně.“
Její první album, trefně nazvané Jazz feeling, bývá označováno za její nejlepší řadovou desku. Nahrála ji pro Artii s S+HQ Karla Velebného, Skupinou Rudolfa Rokla a se Sborem Lubomíra Pánka. Album obsahuje i šest gospelů z repertoáru Mahalie Jackson. Kritika na ní pěla chválu, ale vyčítala jí časté zálety do oblasti country. Podle textařky Aidy Brumovské prý na to Eva Olmerová reagovala slovy: „Nejsem žádná jazzová zpěvačka. Jsem prostě zpěvačka. A zpívám, co mě baví. Když je ti dobře jen tak, protože tě zrovna nikdo nenaštval nebo protože svítí sluníčko nebo plaveš ve Vltavě nebo se cpeš šnyclem nebo vopečeným buřtem, tak tam gospel nenacpeš. Ale když máš v sobě strašně moc citů, pocitů a emocí, gospel je dobrej k tomu, aby tě neudusily.“

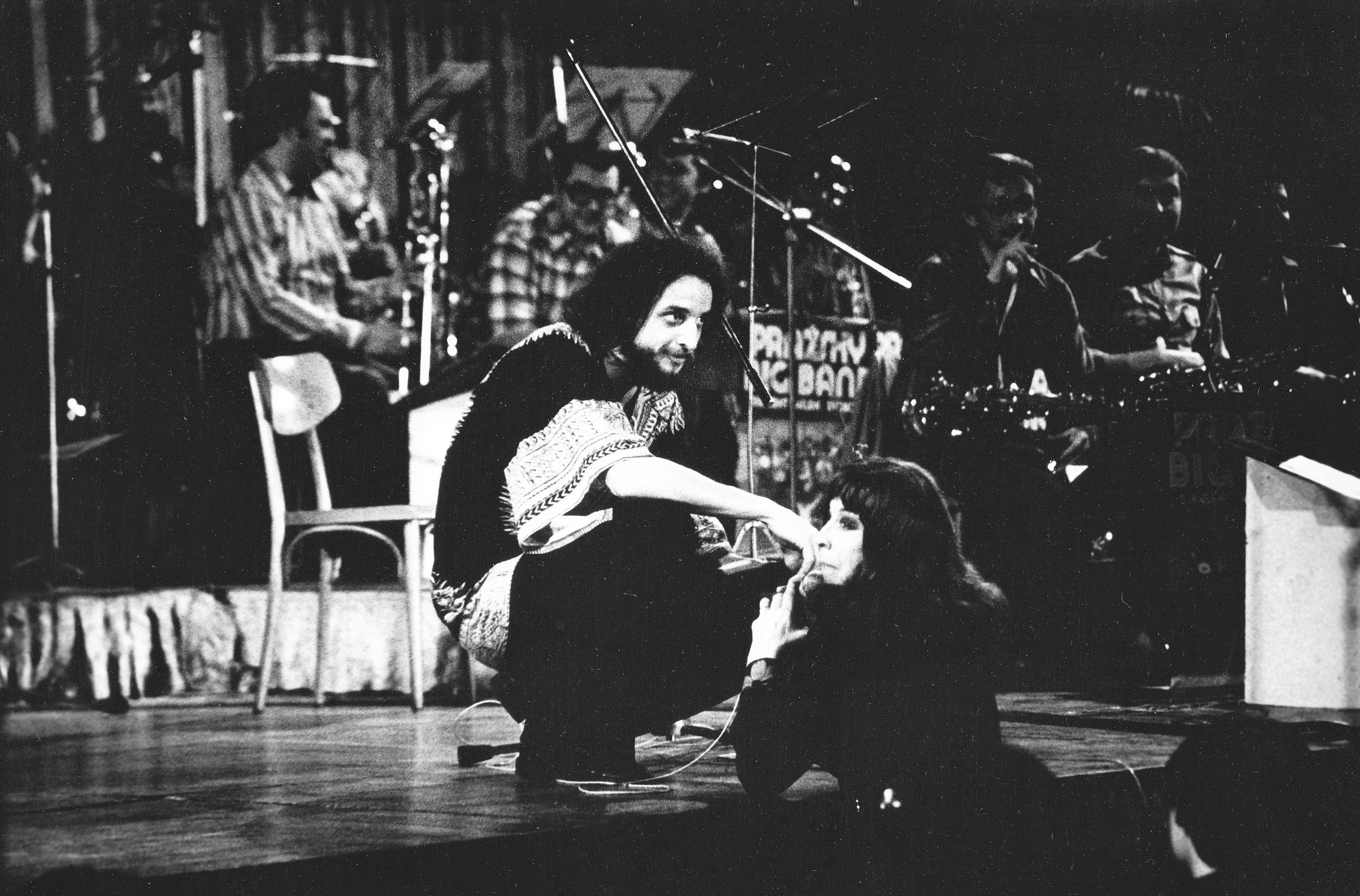
Na koncertě Pražského Big Bandu dirigenta Milana Svobody v Lucerně dne 12. dubna 1979 měla zpívat i Eva Olmerová. Vystoupení jí ale bylo komunistickou mocí zakázáno. Přišla tedy alespoň pozdravit dirigenta a posluchače.

Druhé album se jmenovalo Eva Olmerová & The Traditional Jazz Studio a natáčelo se rovněž pro značku Artia. Leo Jehne popisuje, že natáčení mělo asi následující průběh: „Nejdříve si poslala někoho z personálu pro láhev červeného a asi půl láhve vypila, než byla správně nažhavena. Pak začala točit, v podstatě samé perly, ale tu bylo třeba opravit intonaci, jindy zase angličtinu, jak už to při nahrávání bývá. Na to Eva Olmerová neměla trpělivost, a tak posílala ‚někam‘ tu hudebního režiséra, tu angličtinářku. Joy Kadečková Turnerová, rodilá anglická lady, žijící od konce války u nás, skladby jako Alexander’s Ragtime Band sama dokonale znala a Evě předváděla i frázování, ale ta postupně uvadala, až nebyla schopna točit vůbec. Bylo moc smutné pozorovat, jak taková velká zpěvačka ničí nejen sebe, ale vlastně i svou kariéru. Nikdo si totiž netroufl, pokud to bylo vůbec možné, posílat ji někam do ciziny, na mezinárodní festivaly nebo podobně. Pro nahrávání bylo ale zejména velmi špatné, že se ty její světlé okamžiky, v nichž byla schopna natáčet, než se úplně opila, stále zkracovaly, takže jsme na pořízení desky potřebovali nebývalé množství nahrávacích frekvencí. Ale nejobtížnější bylo zpěvačce říct, že už se nebude nahrávat, a potom ji dopravit domů. Obyčejně se té role ujal Pavel Smetáček, ale co ten novodobý gentleman musel vyslechnout, ví asi jen on sám. Nadávka ‚suchoprd‘ byla určitě tou nejmírnější.“
Aranžmá obou následujících alb Zahraj i pro mne a Vítr rváč, která vyšla u Pantonu, se ujal Michael Kocáb. Poslední album Evy Olmerové se jmenuje Svíčka a stín a nahrála ho společně s Janou Koubkovou a Peterem Lipou. Hlas Evy Olmerové tu zní malinko odevzdaně a z původního vzrušeného, citově podbarveného projevu, ze kterého běhal mráz po zádech, toho zbylo jen málo.
Přátelé Evy Olmerové na ni vzpomínají jako na ženu plnou citu, upřímnou, která však pro lecjaké jadrné slovíčko nikdy nešla příliš daleko.

## Diskografie
- Jazz Feelin', Supraphon (1968 LP, 2001 CD)
- Eva Olmerová & The Traditional Jazz Studio, Supraphon (1974 LP, 2000 CD)
- Zahraj i pro mne, Panton (1980 LP), Supraphon (2005 CD)
- Vítr rváč, Panton (1983 LP), Supraphon (2005 CD)
- Čekej tiše, Supraphon (1983 LP), (výběr písní z let 1968 – 1982)
- Dvojčata, Supraphon (1987 LP)
- Svíčka a stín, Panton (1992 LP)
- Přiznání, Panton (1993 CD)
- Stop Time, Supraphon (1993 CD)
- Největší hity, Sony Music/Bonton (2001 CD)
- Blues samotářky, Supraphon (2004 CD)
- Recitál '66, FR centrum (2005 CD)
- Já hledám štěstí (2014 3CD)
- …jak dynamit (2015 CD)

## Eva Olmerová v umění
- Proměny přítelkyně Evy (1990), krátký film ČT, režie Drahomíra Vihanová
- seriál Českého rozhlasu (2013), v hlavní roli Jaroslava Červenková, scénář a režie Lubomír Koníř [2]
- muzikál Nezemřela jsem, scénář, režie a hlavní role: Zuzana Offenbartl Dovalová